# Fickspringmöss
Fickspringmöss (Perognathus) är ett släkte i familjen påsmöss som förekommer i Nordamerika. Liksom andra medlemmar i familjen är de närmare släkt med kindpåsråttor än med äkta möss.

## Utseende
Fickspringmöss är små gnagare med mjuk päls, små fötter och lång svans. De har långa klor som används för att gräva bon. Liksom andra påsmöss har de ett slags håriga påsar vid kinderna för att bära födan. Däremot är deras bakre extremiteter inte förlängda som hos känguruspringmöss. Deras gång liknar därför rörelsesättet av möss. Pälsen är på ryggen mörkgrå till smutsig gul och på buken vitaktig.
Individerna når en kroppslängd (huvud och bål) av 6 till 9 cm och en svanslängd av 4,5 till 10 cm. Vikten är bara 7 till 28 gram.

## Ekologi
Fickspringmöss vistas i torra gräsmarker och halvöknar med några buskar. De hittas i låglandet och i låga bergstrakter. Individerna är aktiva på natten. Fickspringmöss håller ingen vinterdvala men de stannar tidvis i bon och faller i ett stelt tillstånd (torpor) som liknar letargi. Boet är ett komplext tunnelsystem med flera kamrar för lagring av föda eller för avföring. Födan utgörs främst av frön och andra växtdelar men de äter även insekter och andra smådjur. Det iakttogs att de även stjäl föda från känguruspringmöss.
Varje individ lever ensam i boet men reviren kan överlappas. Beroende på utbredningsområde parar sig honor en eller flera gångar per år och per kull föds 2 till 7 ungar. Dräktigheten varar 21 till 25 dagar. Livslängden i naturen är oftast lite över ett år och mycket sällan upp till fyra år. Med människans vård kan de leva åtta år.

## Status och hot
Fickspringmöss hotas av landskapets omvandling till jordbruksmark och betesmarker. Populationer med begränsad utbredning är därför hotade i beståndet. IUCN listar Perognathus alticola som starkt hotad (EN) och alla andra arter som livskraftiga (LC).

## Systematik och utbredning
Vanligen räknas 9 arter till släktet:
- Perognathus alticola, lever i sydvästra USA.
- Perognathus amplus, är endemisk för Sonoraöknen.
- Perognathus fasciatus, lever i Kanada och USA.
- Perognathus flavescens, finns i centrala USA och norra Mexiko.
- Kortsvansad fickspringmus (Perognathus flavus), centrala USA och Mexiko.
- Perognathus inornatus, förekommer i västra USA.
- Perognathus longimembris, i västra USA och västra Mexiko.
- Perognathus merriami, finns i centrala USA och östra Mexiko.
- Perognathus parvus, i nordvästra USA och sydvästra Kanada.

Ibland räknas vissa arter av släktet Chaetodipus till fickspringmöss.